# Paul von Praun (Handelsherr)
Paul von Praun (* 23. Oktober 1548 in Nürnberg; † 18. Juli 1616 in Bologna) war ein deutscher Handelsherr und Kunstsammler.

## Leben
Paul II. von Praun stammte aus der protestantischen Nürnberger Patrizierfamilie Praun. Sein Vater Stephan II. Praun (1513–78) bestimmte ihn zum Familiensenior. Durch den Handel mit Seidenstoffen war er längere Zeit in Bologna tätig und scheint dabei, um die Hemmnisse der Inquisition zu umgehen, zum katholischen Glauben übergetreten zu sein.
Paul von Praun war Schöpfer des Praunschen Kabinetts, einer berühmten Privatsammlung in Nürnberg, die von 1616 bis 1801 bestand. Er begründete diese Sammlung in Bologna. Von seinem Vater hatte er eine Kunstkammer geerbt, deren Kunstwerke er integrieren konnte. Er bereicherte die Sammlung um zahlreiche einheimische und vor allem italienische Gemälde des 16. Jahrhunderts.
Paul von Praun blieb ledig. Testamentarisch verfügte Praun, dass die Kunstsammlung zusammen mit dem Stiftungshaus, dem Hausrat, mit Kapitalien und Einkünften als Vorschickung, einer besonderen Rechtsform des Nürnberger Erbschaftsrechts, untrennbar erhalten bleiben und erweitert werden sollte. Nach seinem Tod 1616 in Bologna wurde die Sammlung in das Praunsche Stiftungshaus nach Nürnberg überführt und ausgestellt.